# Cistina
La cistina és un aminoàcid format per l'oxidació de dos residus químics de cisteïna que s'uneixen covalentment mitjançant un enllaç disulfur. És un compost orgànic de sofre amb la fórmula química: (SCH₂CH(NH₂)CO₂H)₂. És un sòlid que es fon a 247-249 °C. Va ser descoberta l'any 1810 per William Hyde Wollaston. La cistina és un determinant significatiu de l'estructura terciària de moltes proteïnes. És parcialment responsable de la formació de la matriu del gluten en el pa. Els cabells humans contenen aproximadament un 5% de cistina en pes.
Les propietats nutritives de la cistina són idèntiques a la de la cisteïna la qual és més comuna.